# Jakovlev Jak-25
Jakovlev Jak-25 (kód NATO "Flashlight-A/Mandrake") byl dvoumotorový dvoumístný noční stíhač a průzkumný letoun pro každé počasí s výkonným radiolokátorem a křídlem o šípu 45° na náběžné hraně.

## Vývoj

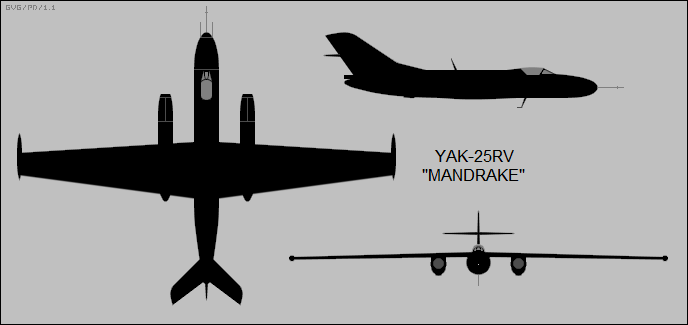
Jakovlev Jak-25RV

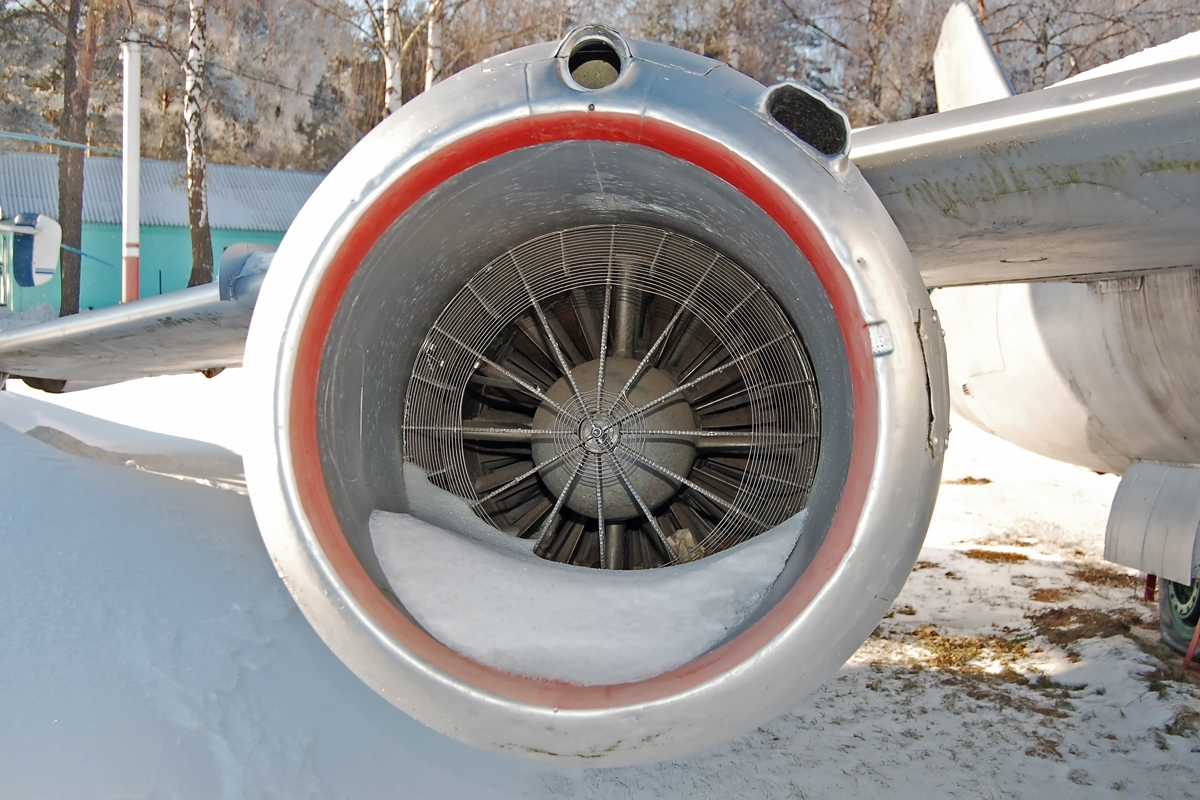
Detail motorové gondoly

Počátky vývoje spadají do roku 1951 jako obranná reakce na strategický bombardér Boeing B-47 Stratojet. První prototyp stroje označeného jako Jak-120 vzlétl 19. června 1952 pilotován S. N. Anochinem. Pohon zajišťovala dvojice proudových motorů s axiálním kompresorem AM-5 konstruktéra A. A. Mikulina o tahu po 19,8 kN umístěných v gondolách pod křídlem. V přídi letounu byl prostor pro instalaci radiolokátoru RP-2 Torij pod rozměrným laminátovým krytem, kabina byla dvoumístná se sedadly za sebou. Zatahovací příďová podvozková noha byla běžného typu, jediná noha hlavního podvozku se zdvojenými koly se zatahovala do trupu. Pod konce křídla byly zabudovány pomocné zatahovací vyrovnávací nohy s malými koly.
Do konce roku 1952 byly v prototypových dílnách postaveny další tři kusy Jaku 120 s úplnou radiolokační výstrojí a výzbrojí dvojicí kanónu ráže 37 mm. Pro státní zkoušky z přelomu let 1952-53 byl plně vybaven i první prototyp a na jaře 1953 se plně rozběhla sériová výroba.
Po cca dvaceti vyrobených strojích v polovině roku 1953 byl zabudován dokonalejší radiolokátor RP-3 Koršun s účinným dosahem 20 km a nové proudové turbokompresorové pohonné jednotky Tumanskij RD-9 o tahu 25,7 kN při vzletovém režimu. Typové označení těchto letounů se změnilo na Jak-25.
Během doby byly letouny Jak-25 vybaveny novějšími verzemi motorů, radiolokátorem s jednodušší obsluhou, jinými radiostanicemi VKV s odlišně umístěnými anténami a identifikačním odpovídačem s více pásmy.
Vývoj Jaku-25 pokračoval průzkumným prototypem Jak-125, který byl v menším počtu vyráběný jako Jak-25R. Na hřbetě trupu měl jednomístnou kabinu pilota, kryt antény radiolokátoru byl nahrazen proskleným prostorem pro pozorovatele/navigátora.
Stejnou příď, nesoucí navigátora/bombometčíka, měla i bombardovací varianta Jak-25B s pumovnicí ve spodní části trupu pod křídlem. Obě verze byly vyzbrojeny jedním kanónem NR-30 ráže 30 mm na pravém boku přídě.
Jak-25RV s přímým štíhlým křídlem o rozpětí 22 m sloužil jako speciální průzkumný výškový letoun, ke sběru vzorků vzduchu ve velkých výškách, k meteorologickým letům a testování nových přístrojů. Ověřovaly se na něm i součástky určené pro kosmický výzkum. Většina letounů této nejdéle vyráběné verze Jaku-25 byla jednomístná s motory bez přídavného spalování.
Na základě verze Jak-25 a Jak-25R vznikla v polovině 50. let 20. století typová řada letounů Jak-27. Ideovým pokračovatelem Jaků 25 a 27 se stal nadzvukový letoun Jakovlev Jak-28.

## Služba

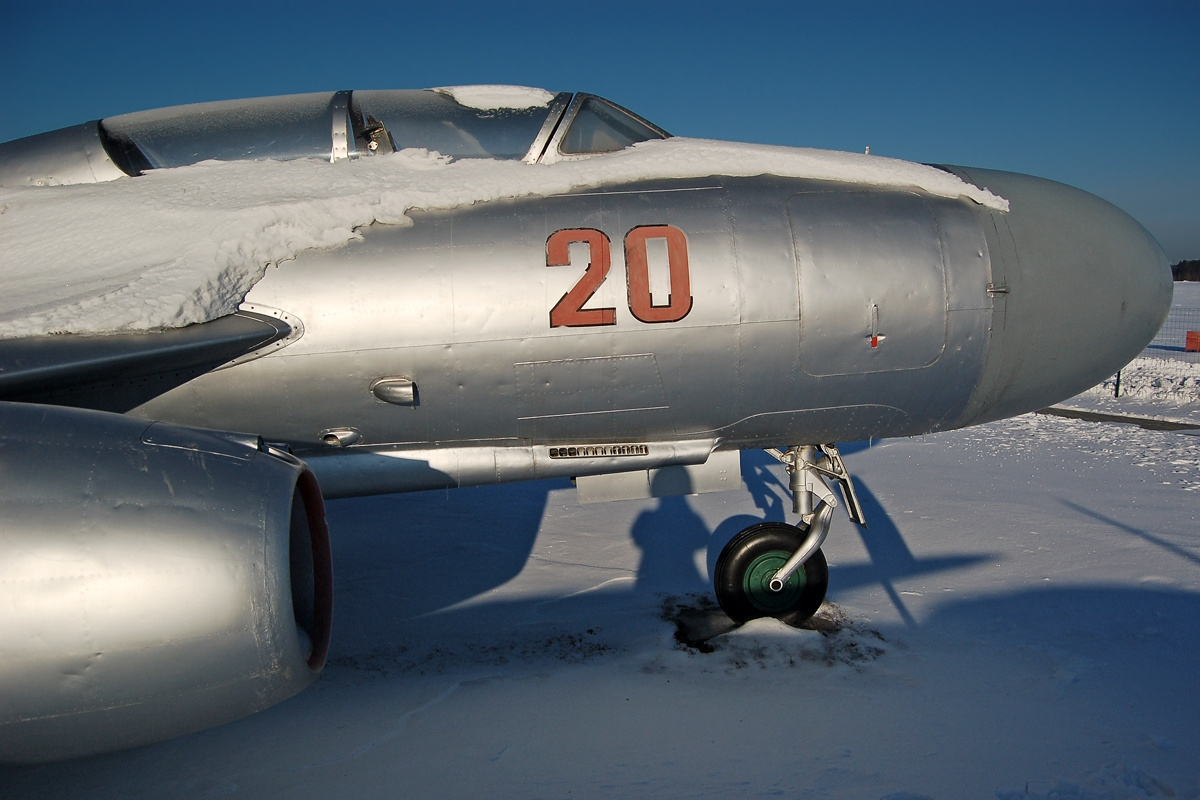
Jakovlev Jak-25M

Do výzbroje vybraných jednotek sovětské armády se Jak-120 a Jak-25 dostal roku 1953 k vypracování bojové taktiky a metodik přeškolování osádek. Některé stroje z počáteční série s motory AM-5 byly mezitím přestavěny na cvičné s dvojím řízením označené Jak-120U.
Od jara 1954 držely již první jednotky s letouny Jak-25 bojovou pohotovost 24 hodin denně za každého počasí v blízkosti severních hranic SSSR proti strojům B-47. V krátké době chránily také jižní hranice a operovaly také na Dálném východě, kolem velkých měst a strategicky důležitých oblastí.
Poprvé byl Jak-25 předveden veřejnosti na letecké přehlídce v Tušinu u Moskvy v roce 1955. V roce 1959 na jednom ze strojů Jak-25RV ustavil pilot Smirnov světový výškový rekord s nákladem 1000 a 2000 kg dosažením hladin 20 300 a 20 200 m. S letounem Jak-25RD pak v roce 1967 pilotka Popovičová vytvořila světový ženský dálkový rekord na uzavřené trati výkonem 2497 km.
Letouny Jak-25, Jak-25RD a Jak-27R jsou dochované jako exponáty v leteckém muzeu v Moninu u Moskvy.

## Varianty

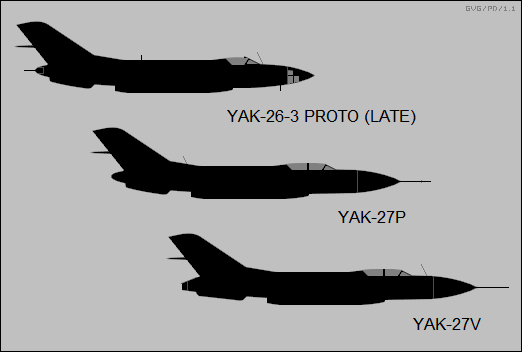
Jakovlev Jak-26-3, Jak-27P a Jak-27V

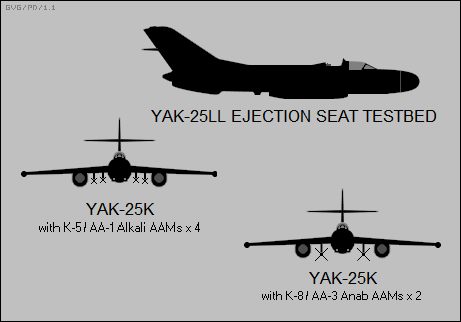
Jakovlev Yak-25K a Jak-25LL

- Jak-25 Flashlight - základní verze s motory Mikulin AM-5.
- Jak-25B - bombardovací varianta s jednomístnou kabinou pilota, radiolokátor nahradila prosklená příď pro navigátora/bombometčíka. Hlavňová výzbroj obsahovala jeden kanón NR-30 ráže 30 mm.
- Jak-25M - verze s radiolokátorem RP-6 Sokol, vylepšenými motory AM-5A, větší zásobou paliva a tlumiči nárazu pro kanóny.
- Jak-25MG - stroje vybavené systémem Gorizont-1 pro navádění pozemním střediskem.
- Jak-25K - verze bez kanónové výzbroje, ale s radiolokátorem Izumrud a naváděnými střelami RS-1U (AA-1 Alkali).
- Jak-25L - létající laboratoř pro různé testy včetně zkoušek katapultovacího sedadla.
- Jak-25R - prototyp této varianty nesl označení Jak-125. Tato verze plnila úkoly jako průzkumný frontový letoun, v prosklené přídi bez radiolokátoru měl stanoviště pozorovatel/navigátor. Výzbroj tvořil opět jeden kanón NR-30.
- Jak-25RV Mandrake - výškový průzkumný jednomístný letoun s přímým štíhlým křídlem o rozpětí 22 m s motory bez přídavného spalování.
- Jak-25RRV - typ vybavený speciálními senzory pro monitorování radioaktivity.
- Jak-25RM - verze pro námořní průzkum.
- Jak-25MŠ/RV-II - bezpilotní letadlo pro nácvik stíhačů.
- Jak-25N - vyvíjená varianta bombardéru pro nesení taktické jaderné pumy, nikdy nezavedená do výzbroje.
- Jak-27 - verze vybavená pomocným raketovým motorem pro lepší výkony ve velkých výškách.
- Jak-27V - do služby nikdy nezavedená stíhací verze.
- Jak-27R Mangrove - průzkumná verze odvozená z typu Jak-27 se zasklenou přídí s motory RD-9B s přídavným spalováním.

## Specifikace (Jak-25)

### Technické údaje
- Posádka: 2
- Rozpětí: 10,94 m
- Délka: 15,67 m
- Výška: 4,4 m
- Nosná plocha: 28,94 m²
- Hmotnost prázdného stroje: 5 675 kg
- Max. vzletová hmotnost: 9 450 kg
- Pohon: 2× proudový motor Mikulin AM-5 (RD-5A)
  - Tah motoru: 23 kN

### Výkony
- Maximální rychlost: 1 090 km/h
- Dostup: 15 200 m
- Dolet: 2 700 km
- Stoupavost: 30 m/s
- Plošné zatížení: 327 kg/m²

### Výzbroj
- 2× kanón Nudelman N-37L ráže 37 mm (50 střel na zbraň)